# Elias Lorenz
Elias Lorenz (* 27. März 2006 in Zams) ist ein österreichischer Fußballtorwart.

## Karriere

### Verein
Lorenz begann seine Karriere beim SC Imst. Im Oktober 2014 wechselte er zum FC Wacker Innsbruck. Zur Saison 2019/20 wechselte er in die Jugend des FC Red Bull Salzburg, bei dem er dann ab der Saison 2020/21 sämtliche Altersstufen in der Akademie durchlief. Im Mai 2022 stand er auch ein Mal im Kader des Farmteams FC Liefering, für das er aber nie zum Einsatz kam.
Zur Saison 2022/23 wechselte der Tormann zum SK Sturm Graz, für dessen Zweitmannschaft er spielen sollte. Sein Debüt in der 2. Liga gab er schließlich im November 2022, als er am 16. Spieltag der Saison 2022/23 gegen den SV Lafnitz in der 43. Minute für Peter Kiedl eingewechselt wurde, nachdem zuvor Stammtormann Luka Marić des Feldes verwiesen worden war.
Nach sieben Zweitligaeinsätzen für Sturm II wurde Lorenz im Jänner 2024 auf Kooperationsbasis an den Regionalligisten ASK Voitsberg verliehen. Ohne ein Spiel für Voitsberg gemacht zu haben, stand er im Februar 2024 erstmals im Spieltagskader von Sturms erster Mannschaft. Für Voitsberg kam er bis Saisonende aber nie zum Einsatz.

### Nationalmannschaft
Lorenz spielte im März 2022 erstmals für eine österreichische Jugendnationalauswahl. Im September 2022 debütierte er gegen Dänemark im U-17-Team.